# Адріанівка
Адріанівка (до 2024 року — Московка) — село в Україні, у Михайло-Лукашівській сільській громаді Запорізького району Запорізької області.

## Географія
Село Адріанівка розташоване за 44 км від обласного центру та 17 км від міста Вільнянська, на лівому березі річки Мокра Московка, нижче за течією на відстані 5 км знаходяться село Троянди, на протилежному березі — село Микільське. Річка в цьому місці пересихає, на ній зроблено декілька загат. Найближча залізнична станція — Вільнянськ (за 18 км). Площа села — 120,4 га, налічується 150 домогосподарств.

## Історія
Село Адріанівка засноване німцями-колоністами у 1780 році. Старовинна назва поселення — Розенфельд. Згодом село отримало назву від річки Мокрої Московки.
7 (20) листопада 1917 року, відповідно до Третього Універсалу Української Центральної Ради, увійшло до складу Української Народної Республіки.
У 1920 році сюди переселилися селяни з села Жеребець (нині — Таврійське Запорізького району), Комишувахи та інших. На початку 1930-х років в селі був утворений колгосп «Індустрія», у повоєнні роки — колгосп імені Щорса.
У 1932—1933 селяни зазнали сталінський геноцид.
До села після Другої світової війни примусово були переселені чимало мешканців із західноукраїнських областей.
До 2020 року — адміністративний центр Московської сільської ради.
12 червня 2020 року, відповідно до розпорядження Кабінету Міністрів України № 713-р «Про визначення адміністративних центрів та затвердження територій територіальних громад Запорізької області», село увійшло до складу Михайло-Лукашівської сільської територіальної громади.
19 липня 2020 року, в результаті адміністративно-територіальної реформи та ліквідації Вільнянського району, село увійшло до складу новоутвореного Запорізького району.
22 червня 2023 року рішенням Національної комісії зі стандартів державної мови віднесено до списку населених пунктів, які «можуть не відповідати лексичним нормам української мови», зокрема стосуватися «російської імперської чи колоніальної політики». Громаді рекомендовано обґрунтувати доцільність збереження поточної назви або  запропонувати нову назву в установленому законодавством порядку.
10 квітня 2024 року Комітет Верховної Ради України з питань організації державної влади, місцевого самоврядування, регіонального розвитку та містобудування підтримав перейменування села на Адріанівка.
18 вересня 2024 року, відповідно з постановою Верховної Ради України № 12043, ухвалено рішення про перейменування села Московка на Адріанівку.

## Населення
| 2001 | 2007 |
| ---- | ---- |
| 435  | 407  |

## Видатні особи
В цій місцевості народилися і провели дитинство і юність видатний біолог, академік Кащенко Микола Феофанович (1855—1935) і його брат письменник та історик Кащенко Адріан Феофанович (1858—1921). В селі Московка існує музей, в якому зберігаються експонати, пов'язані з ім'ям академіка Миколи Кащенка та його брата історика Адріана Кащенка.
У колгоспі імені Щорса працював уславлений механізатор Герой Соціалістичної Праці Карпенко Василь Федорович (1917—1961).

## Економіка
Підприємства:
- ТОВ «Нива»
- ФГ «Кривохатько»
- СВК «Орхідея».

## Інфраструктура
- Середня загальноосвітня школа
- Будинок культури.
- Музей історії рідного краю (при школі).

## Пам'ятки
В центрі села розташована братська могила радянських вояків та  пам'ятник полеглим односельцям під час німецько-радянської війни.